# Daniele Bagozza
Daniele Bagozza (* 3. Juli 1995 in Brixen) ist ein italienischer Snowboarder. Er startet in den Paralleldisziplinen.

## Werdegang
Bagozza startete im November 2010 in Hochfügen erstmals im Europacup und belegte dabei den 102. Platz im Parallel-Riesenslalom. Sein Debüt im Weltcup hatte er im Dezember 2014 in Carezza, welches er auf dem 48. Platz im Parallel-Riesenslalom beendete. Im folgenden Monat erreichte er in Livigno mit dem zweiten Platz im Parallel-Riesenslalom seine erste Podestplatzierung im Europacup. Bei den Snowboard-Juniorenweltmeisterschaften 2015 in Yabuli errang er den 33. Platz im Parallel-Riesenslalom und den achten Platz im Parallelslalom. In der Saison 2017/18 holte er drei Siege im Europacup. Zudem kam er zweimal auf den dritten Platz und gewann damit die Parallelwertung und die Parallel-Riesenslalom-Wertung im Europacup. In der Parallelslalom-Wertung wurde er Zweiter. In der folgenden Saison kam er mit dem zweiten Platz im Parallel-Riesenslalom in Rogla erstmals im Weltcup aufs Podest und holte beim Parallelslalom im Secret Garden Skiresort seinen ersten Weltcupsieg. Beim Saisonhöhepunkt, den Snowboard-Weltmeisterschaften 2019 in Park City fuhr er auf den 19. Platz im Parallel-Riesenslalom und auf den 12. Rang im Parallelslalom. Die Saison beendete er auf dem 14. Platz im Parallel-Riesenslalom-Weltcup, auf dem 13. Rang im Parallelweltcup und auf dem siebten Platz im Parallelslalom-Weltcup.
In der Saison 2019/20 errang Bagozza mit fünf Top-Zehn-Platzierungen, darunter Platz eins im Parallelslalom in Bad Gastein, den neunten Platz im Parallelweltcup und den vierten Platz im  Parallelslalom-Weltcup. In der folgenden Saison belegte er den 15. Platz im Parallel-Weltcup und nahm am Parallelslalom bei den Snowboard-Weltmeisterschaften 2021 in Rogla teil, wo er aber vorzeitig ausschied. Im folgenden Jahr kam er bei den Olympischen Winterspielen in Peking auf den 15. Platz im Parallel-Riesenslalom.

## Teilnahmen an Weltmeisterschaften und Olympischen Winterspielen

### Olympische Spiele
- 2022 Peking: 15. Platz Parallel-Riesenslalom

### Weltmeisterschaften
- 2019 Park City: 12. Platz Parallelslalom, 19. Platz Parallel-Riesenslalom
- 2021 Rogla: DNF Parallelslalom
- 2025 Engadin: 32. Platz Parallelslalom

## Weltcupsiege und Weltcup-Gesamtplatzierungen

### Weltcupsiege

#### Weltcupsiege im Einzel
| Nr. | Datum             | Ort                     | Disziplin             |
| --- | ----------------- | ----------------------- | --------------------- |
| 1.  | 24. Februar 2019  | Secret Garden Skiresort | Parallelslalom        |
| 2.  | 14. Januar 2020   | Bad Gastein             | Parallelslalom        |
| 3.  | 23. Dezember 2023 | Davos                   | Parallelslalom        |
| 4.  | 20. Januar 2024   | Pamporowo               | Parallelslalom        |
| 5.  | 27. Januar 2024   | Simonhöhe               | Parallel-Riesenslalom |
| 6.  | 8. Dezember 2024  | Yanqing                 | Parallelslalom        |
| 7.  | 14. Dezember 2024 | Cortina d’Ampezzo       | Parallel-Riesenslalom |

#### Weltcupsiege im Team
| Nr. | Datum         | Ort        | Disziplin             |
| --- | ------------- | ---------- | --------------------- |
| 1.  | 10. März 2024 | Winterberg | Parallelslalom Team 1 |

### Weltcup-Gesamtplatzierungen
| Saison  | Parallel | Parallel | Parallel-Riesenslalom | Parallel-Riesenslalom | Parallelslalom | Parallelslalom |
| Saison  | Punkte   | Platz    | Punkte                | Platz                 | Punkte         | Platz          |
| ------- | -------- | -------- | --------------------- | --------------------- | -------------- | -------------- |
| 2015/16 | 58       | 47.      | -                     | -                     | 58             | 45.            |
| 2016/17 | 195,5    | 52.      | 17,6                  | 64.                   | 177,9          | 30.            |
| 2017/18 | 458      | 40.      | 188                   | 43.                   | 270            | 24.            |
| 2018/19 | 2710     | 13.      | 1490                  | 14.                   | 1220           | 7.             |
| 2019/20 | 2965     | 9.       | 1385                  | 14.                   | 1580           | 4.             |
| 2020/21 | 180      | 15.      | 112                   | 16.                   | 68             | 17.            |
| 2021/22 | 153      | 16.      | 128                   | 12.                   | 25             | 29.            |
| 2022/23 | 192      | 17.      | 120                   | 17.                   | 72             | 20.            |
| 2023/24 | 508      | 4.       | 256                   | 6.                    | 252            | 2.             |
| 2024/25 | 594      | 3.       | 357                   | 10.                   | 237            | 3.             |